# Општина Бекљан (Брашов)
Бекљан (рум. Beclean) општина је у Румунији у округу Брашов.
Oпштина се налази на надморској висини од 426 m.